# Pesets Island
Pesets Island (englisch, russisch Остров Песец Ostrow Pesez, deutsch ‚Polarfuchsinsel‘) ist eine Insel vor der Knox-Küste des ostantarktischen Wilkeslands. Sie liegt im Gebiet der Bunger-Oase.
Sowjetische Wissenschaftler kartierten und benannten sie 1956. Das Antarctic Names Committee of Australia übertrug diese Benennung ins Englische.